# STS-76
STS-76 byla mise raketoplánu Atlantis. Cílem letu bylo třetí setkání raketoplánu s ruskou orbitální stanicí Mir.

## Posádka raketoplánu
- Kevin P. Chilton (3), velitel
- Richard A. Searfoss (2), pilot
- Ronald Michael Sega (2), letový specialista 1
- Michael Richard Clifford (3), letový specialista 2
- Linda M. Godwinová (3), letový specialista 3

### Nový člen posádky Miru
- Shannon W. Lucidová (5), letový specialista 4,

(v závorkách je uveden celkový dosavadní počet letů do vesmíru včetně této mise)

## Hlavní úkol mise
Třetí setkání amerického raketoplánu s ruskou orbitální stanicí Mir je významné tím, že byla na stanici dopravena zkušená astronautka Shannon Lucidová - první Američanka, která pracovala na Miru. Svým přibližně 188 dní trvajícím pobytem překonala americký rekord v délce pobytu ve vesmíru, který do té doby držel první Američan na Miru, Norman Thagard. Lucidová byla vystřídána astronautem Johnem Blahou při misi STS-79 v září 1996.

## Průběh mise
V nákladovém prostoru v jeho přední části bylo umístěno zařízení pro spojení se stanicí (Orbiter Docking System) a směrem k zádi univerzální laboratoř SPACEHAB. STS-76 byl první let modulu SPACEHAB pro podporu spojení raketoplánu se stanicí Mir. Modul sloužil především jako skladový prostor pro větší díly, určené pro přeložení na stanici. Obsahoval také Biorack Evropské kosmické agentury, kde bylo nainstalováno 11 experimentů.
Atlantis se spojil s Mirem třetí den letu ve 02:34:05 UTC 24. března 1996. Spojovací poklopy byly otevřeny zhruba o dvě hodiny později.
Posádku raketoplánu přivítal velitel 21. posádky Miru Jurij Onufrienko a letový inženýr Jurij Usačev, kteří pracovali na Miru od 21. února 1996.
Během pěti dnů bylo na stanici přeneseno kolem 680 kg vody a dvě tuny vědeckého vybavení, logistických materiálů a zásob. Výsledky experimentů a další materiál byly přeloženy ze stanice do raketoplánu. V Bioracku astronauti pracovali na vědeckých experimentech, které se týkaly vlivu mikrogravitace a kosmického záření na rostliny, tkáně, buňky, bakterie a hmyz a zkoumali vlivy mikrogravitace na stav kostí.

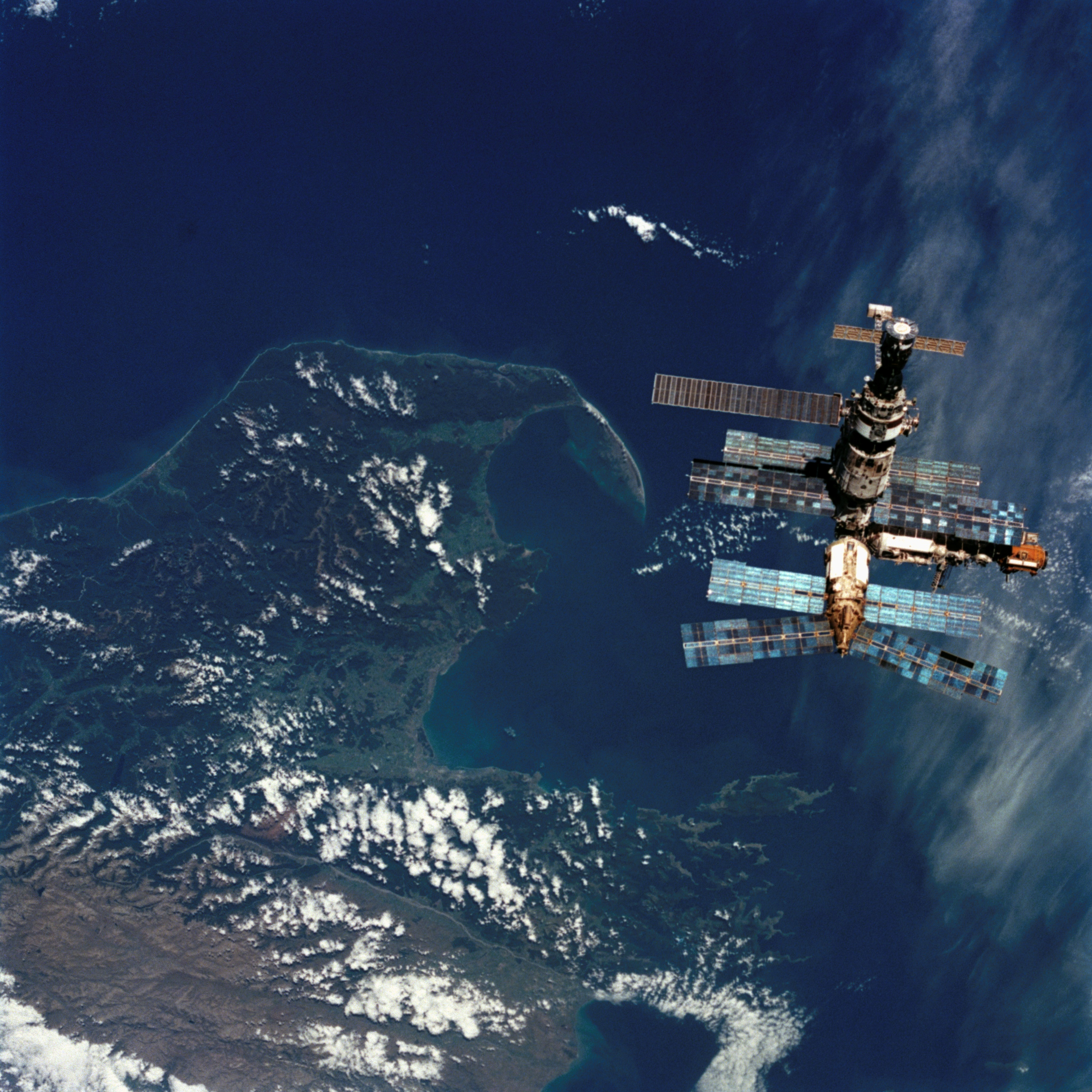
Snímek Miru z STS-76

Na stanici byly přeneseny experimenty:
- Manipulační box pro experimenty na Miru MBX (Mir Glovebox)
- Experiment s difuzí v kapalinách QUELD (Queen’s University Experiment in Liquid Diffusion)
- Pokusy se slinováním LPS (High Temperature Liquid Phase Sintering)

Šestý den letu vystoupili Godwinová a Clifford do vesmíru (EVA). Astronauti během 6 hodin 2 minut a 28 sekund pobytu v otevřeném kosmu namontovali na povrch stanice čtyři zařízení pro studium vlivu kosmického prostředí (Mir Environmental Effects Payload - MEEP). Testovali také bezpečnostní systém pro záchranu astronautů SAFER (Simplified Aid for EVA Rescue), který byl poprvé zkoušen za letu STS-64.
Obě tělesa se od sebe oddělila 29. března 1996 v 01:08:03 UTC. Atlantis obletěl stanici a potom přešel na samostatnou dráhu. Přistání bylo o den odloženo kvůli špatnému počasí v Kennedyho vesmírném středisku. Nakonec musel raketoplán přistát v Kalifornii na základně Edwards AFB. Přistání proběhlo v pořádku a stroj se zastavil 31. března 1996 ve 13.28:57 UTC.